# Valentí Huch
Valentí Huch Moré (Sant Joan de les Abadesses, Ripollès, 25 de novembre de 1919 - Barcelona, 10 d'abril de 2018) va ser un atleta català, que fou l'atleta en actiu més longeu de l'estat espanyol en esdevenir el membre més antic de la Federació Espanyola d'Atletisme.
Tot i que va néixer a Sant Joan de les Abadesses, es va traslladar ben aviat a Barcelona amb la seva família quan tenia cinc anys. Encara nen, residint a cinc quilòmetres de l'escola, corria quatre vegades al dia per anar i tornar i menjar a casa. Amb setze anys, amb la mort del seu pare, començà a anar amb bicicleta, fent seixanta-cinc quilòmetres per portar un sac de patates de vint quilos una vegada a la setmana.
Durant la Guerra Civil espanyola fou mobilitzat el 1938, amb l'anomenada "Lleva del Biberó", amb divuit anys. Va passar els següents set anys associats a la guerra, primer a l'Exèrcit Popular de la República, al 4t Batalló d'Infanteria, ferit al front de l'Ebre, conservant metralla al peu, al turmell dret i al pulmó esquerre durant tota la seva vida. Al seu retorn a Barcelona, va ser empresonat en un camp de concentració durant la Segona Guerra Mundial fins al seu alliberament el 1943, i finalment va finalitzar la seva mobilització militar el 1945.
Va treballar a la SEAT com a mestre de taller fins a la seva jubilació el 1982. Després va reprendre l'esport i el continuaria fins a la seva mort. Fou fumador fins als quaranta-tres anys. Va quedar vídu a noranta anys, i ha viscut sol des que va perdre la seva dona el 2000, perquè no volia perdre la vida independent en anar a casa dels fills. Conduí el cotxe gairebé fins al final de la seva vida i s'entrenava cada matí a les instal·lacions esportives de Montjuïc, a l'Estadi Municipal Joan Serrahima.

## Trajectòria esportiva
Tot i que li agradava, en la seva joventut no va tenir l'oportunitat de fer esport de manera continuada. Això va passar a partir dels seixanta anys, quan es va jubilar i es va inscriure a una Cursa d'El Corte Inglés, acabant el tercer de la seva categoria. Des de llavors no ha abandonat l'esport.
Va començar a entrenar-se a les curses de 100, 200, 400 i 800 metres, i després el salt de llargada, el llançament de martell i el llançament de javelina. Amb vuitanta anys va començar a batre rècords als Campionats d'Espanya, aconseguint més de 30 rècords de Catalunya, Espanya, Europa i el món. També va competir dues vegades a Sant Sebastià. Va ser membre del Club d'Atletisme de Barcelona.
Durant la seva carrera esportiva, amb noranta-cinc anys es va quedar, literalment, sense opositor a la seva categoria. Tot i això, va continuar participant en els Campionats d'Espanya fins als darrers dies de la seva vida. El 2016 va rebre el premi a l'esperit esportiu a la Festa de l'Esport Català.
Tot i que les medalles guanyades van ser innombrables, entre les més destacades es trpoben les següents:
- Premi de la Real Federación Española de Atletismo al Millor Atleta Màster de la federació catalana del 2011, 2012, 2013 i 2016.[8]
- 22 rècords espanyols: a la categoria 100 metres M90 (majors de 90 anys); Categoria 200 metres M85; salt de longitud a les categories M85 i M95; triple salt a les categories M85, M90 i M95; llançament de pes a la categoria M95; llançament de disc a les categories M90 i M95; llançament de martell a les categories M85, M90 i M95; llançament de martell pesat a les categories M85, M90 i M95; llançament de javelina en les categories M90 i M95; pentatló de les categories M85 i M90; i pentatló de llançament de les categories M90 i M95.
- 8 rècords espanyols de pista coberta: 60 metres a les categories M90 i M95; salt de longitud a les categories M90 i M95; triple salt a les categories M85, M90 i M95; i pes pesat de les categories M90 i M95.
- 6 medalles als Campionats del Món d'Atletisme: 5 a Lió el 2015 i 1 a Sant Sebastià el 2005.
- 8 medalles als Campionats d'Europa d'atletisme en pista coberta: 4 a Ancona el 2016 i 4 a Sant Sebastià el 2013.